# Climacoptera subcrassa
Climacoptera subcrassa là loài thực vật có hoa thuộc họ Dền. Loài này được (Popov) Botsch. mô tả khoa học đầu tiên năm 1956.